# 파이오니어 밴드
파이오니어 밴드는 대한민국의 음악 그룹이다. 2022년 싱글 《예수를 나의 구주 삼고 (PIONEER BAND Ver.)》로 데뷔했다.

## 방송
- 제25회 CBS 크리스천 뮤직 페스티벌 (2014) - 인기상

## 음반
- 제25회 CBS 크리스천뮤직페스티벌 (2015)
- 예수를 나의 구주 삼고 (PIONEER BAND Ver.) (2022)
- He Will Come Back 2022 (2022)
- 예수님 내 친구 (2022)